# خدرنق خيلي
خدرنق خيلي (الاسم العلمي: Cheiracanthium equestre) هو نوع من العناكب يتبع جنس الخدرنق من الفصيلة العناكب الكيسية.